# Farah Alibay
Farah Alibay (Montreal, 1987) es una ingeniera de sistemas canadiense en el Laboratorio de Propulsión a Reacción de la NASA (JPL) que ha trabajado en las misiones InSight, Mars Cube One y Mars 2020.

## Primeros años y educación
Hija de inmigrantes de Madagascar, Alibay nació en Montreal, Quebec y creció en Mánchester, Inglaterra. El francés es su lengua materna. El viaje de la astronauta Julie Payette al espacio inspiró a Alibay en la escuela secundaria; como Payette era de su provincia, fue su modelo a seguir. Asistió a la Universidad de Cambridge donde recibió su licenciatura y maestría en ingeniería aeroespacial y aerotérmica en 2010.

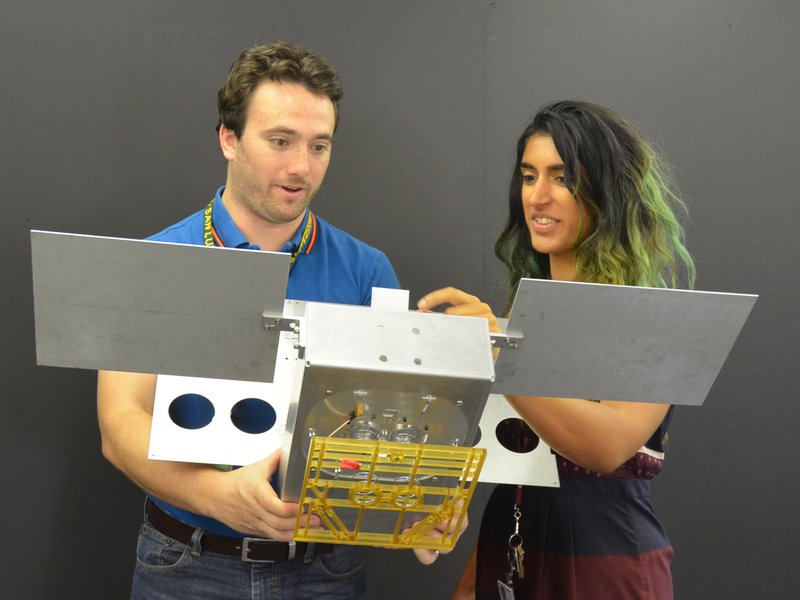
El ingeniero mecánico Joel Steinkraus y la ingeniera de sistemas Farah Alibay (derecha) del Laboratorio de Propulsión a Chorro de la NASA sostienen una maqueta a escala completa de Mars Cube One

Obtuvo su doctorado en ingeniería aeronáutica y astronáutica del Instituto de Tecnología de Massachusetts (MIT) en 2014. Su investigación de doctorado con el asesor Dr. Jeffrey Hoffman se centró en el uso de sistemas de vehículos múltiples distribuidos espacial y temporalmente para la exploración de cuerpos planetarios en el sistema solar.
En 2013, Alibay recibió el premio AeroAstro Graduate Teaching Assistantship Award en el MIT, por su destacado trabajo como asistente de enseñanza en la implementación del software Concurrent Design Facility en el plan de estudios.

## Carrera

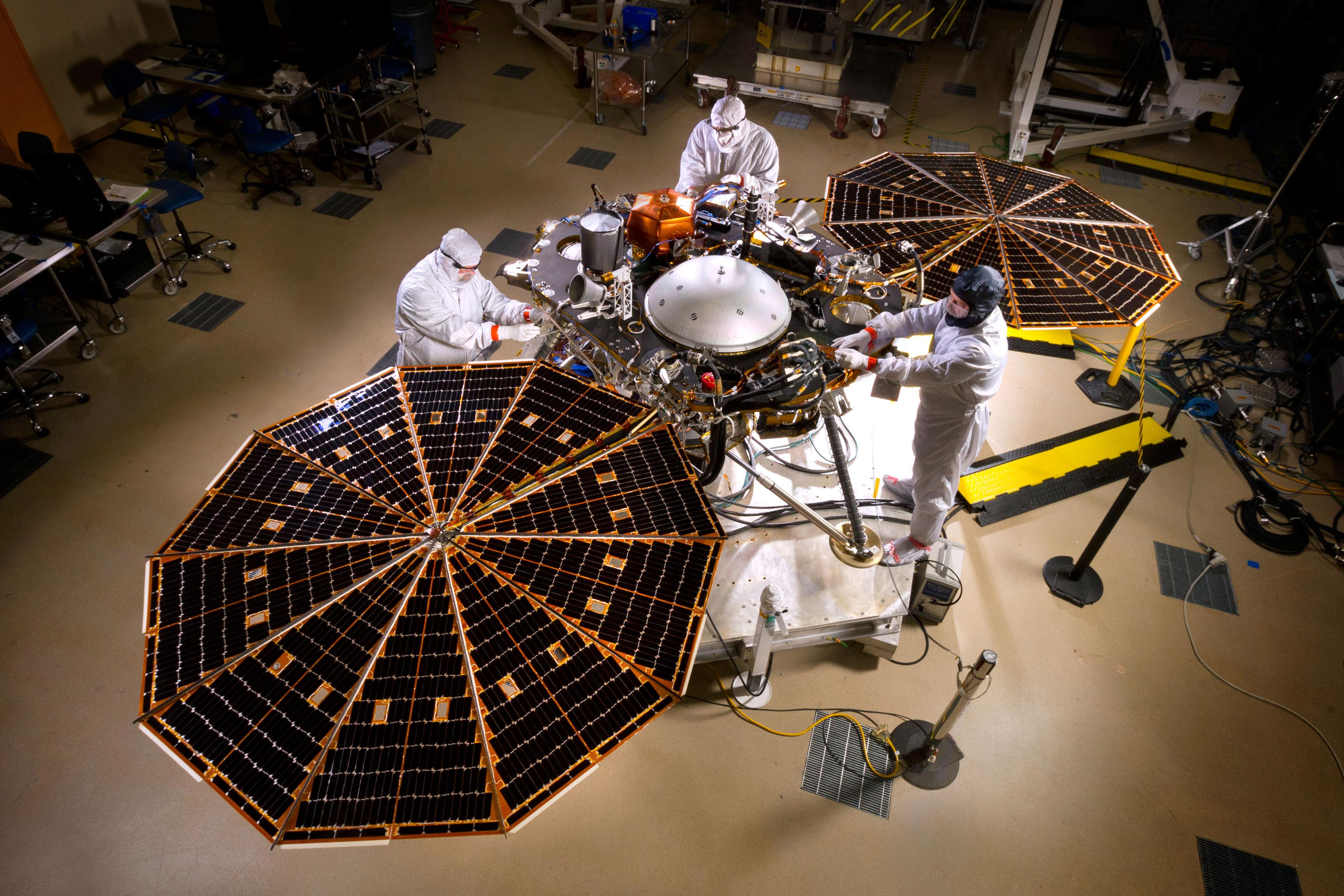
El módulo de aterrizaje Mars InSight

Después de su maestría, Alibay participó en la pasantía de la Academia de la NASA en el Centro de Vuelo Espacial Goddard, a través de la cual conoció a los muchos centros y actividades de la NASA. Fue aquí donde descubrió su pasión por la exploración planetaria robótica. Hizo una pasantía en el Laboratorio de Propulsión a Chorro de la NASA (JPL) mientras trabajaba en su doctorado.
Después de graduarse en 2014, Alibay se unió a JPL a tiempo completo. Comenzó como ingeniera de sistemas en la misión Mars Cube One CubeSats, una misión que acompaña a InSight.
En 2016, se convirtió en ingeniera de sistemas de carga útil en la misión InSight una nave espacial robótica diseñada para estudiar el interior del planeta Marte que despegó a Marte el 5 de mayo de 2018. Antes del lanzamiento, Alibay fue responsable de la integración y prueba adecuadas de todos los instrumentos de la nave espacial. Mientras la misión esperaba que la nave aterrizara en la superficie de Marte, Alibay ayudó a los equipos a prepararse para las operaciones y probó el equipo detector. Para celebrar el aterrizaje en Marte el 26 de noviembre de 2018, se tiñó el cabello de rojo para que coincidiera con Marte y el logotipo de InSight.
En 2019, la Dr. Alibay se unió al equipo de movilidad de Mars 2020, donde su trabajo es asegurar que el rover no se pierda en Marte. Durante las operaciones de superficie posteriores al aterrizaje del 18 de febrero de 2021, fue la líder de integración táctica y también una interfaz entre el rover Perseverance y el helicóptero Ingenuity. El 19 de abril de 2021, Alibay formó parte del equipo JPL que convirtió con éxito a Ingenuity en la primera aeronave controlada con motor en volar en otro planeta.
Trabaja en la diversidad y la inclusión en STEM, tanto para incrementarlas en su entorno laboral, como para que otros no enfrenten los desafíos que ella tiene como mujer inmigrante de color LGBTQ +.

## Vida personal
Alibay ha hablado del valor de los buenos mentores cuando era pasante, y ella misma asesora a mujeres pasantes como resultado de esta experiencia positiva. Indicó que un consejero vocacional una vez intentó disuadirla de la ingeniería, ya que es una carrera dominada por hombres.
Su luna favorita es Encélado de Saturno. Disfruta de las actividades al aire libre como senderismo, acampada, ciclismo y esquí, y también disfruta del levantamiento de pesas. También es Big Sister como parte del programa Big Brother/Big Sisters of America.